# Aldo Borlenghi
Aldo Borlenghi  (* 1. Dezember 1913 in Florenz; † 1976 in Mailand) war ein italienischer Dichter und Italianist.

## Leben und Werk
Borlenghi machte in Viareggio Abitur und studierte in Pisa (Abschluss 1936). Von 1937 bis 1948 lebte er in Parma. Dann war er Professor für Italienische Literatur an der Universität Mailand. Er trat zeit seines Lebens mit eigener Dichtung hervor. Ein Teil seiner Bibliothek ging an das Trinity College Dublin. Borlenghi war der Onkel des Journalisten und Autors Beppe Severgnini. Er darf nicht verwechselt werden mit dem Archäologen Aldo Borlenghi (* 1972).

## Werke
- Leopardi, Florenz, Sansoni, 1938.
- Enrico Pea, Padua, Cedam, 1943.
- (Hrsg.) Pagine politiche di Goffredo Mameli, Mailand, Libro popolare, 1950.
- I Poeti allo "Specchio", Mailand, Mondadori, 1952.
- Fra Ottocento e Novecento. Note e saggi, Pisa, Nistri-Lischi, 1955.
- Franco Sacchetti, Opere, Mailand, Rizzoli, 1957.
- Studi di letteratura italiana dal '300 al '500, Mailand, Cisalpino, 1959.
- (Hrsg.) Commedie del '500, 2 Bde., Mailand, Rizzoli, 1959.
- (Hrsg.) Niccolò Machiavelli, La Mandragola e Clizia, Mailand, Rizzoli, 1959.
- Ariosto, Palermo, Palumbo, 1961 (Storia della critica 9).
- (Hrsg.) Narratori dell'Ottocento e del primo Novecento, 5 Bde., Mailand, Ricciardi, 1961–1966.
- (Hrsg.) Novelle del Quattrocento, Mailand, Rizzoli, 1962.
- (Hrsg.) Novellieri italiani del Trecento, Mailand, Vallardi, 1966.
- Pirandello o Dell'ambiguità, Padua, R.A.D.A.R., 1968.
- La polemica sul Romanticismo, Padua, R.A.D.A.R., 1968.
- (Hrsg.) Boccaccio, Decameròn e opere minori. Antologia, Padua, R.A.D.A.R., 1969.
- (Hrsg.) Niccolò Machiavelli, Opere letterarie, Neapel, Rossi, 1969.
- La critica letteraria postdesanctisiana, Mailand, Cisalpino, 1972.
- Leopardi dalle Operette morali ai Paralipomeni, Mailand, Cisalpino, 1973.
- (Hrsg.) Federigo Tozzi, Con gli occhi chiusi. Tre croci, Turin, Einaudi, 1977.
- Il successo contrastato dei "Promessi sposi" e altri studi sull'Ottocento italiano, Mailand, Ricciardi, 1980.

### Tommaseo
- L'arte di Niccolò Tommaseo, Milano, Meridiana, 1953.
- (Hrsg.) Niccolò Tommaseo, Opere, Mailand, Ricciardi, 1958.
- (Hrsg.) Niccolò Tommaseo, Fede e bellezza, Mailand, Adelpho, 1963.

### Eigene Dichtung
- Versi e prosa, Firenze, Parenti, 1943.
- Poesie, Milano, Mondadori, 1952.
- Nuove poesie 1959-1965, Milano, Mondadori, 1966.
- Poesie inedite, hrsg. von Antonio Manfredo, Mailand, Pesce d'oro, 1982.